# 风声传奇
《风声传奇》（Legends of the Message），是中国大陆于2010年播出的电视剧，根据小说《风声》改编。由李波工作室、华谊兄弟传媒股份有限公司、北京华谊兄弟娱乐投资有限公司和浙江华谊兄弟影业投资有限公司联合出品。2010年4月1日在天津开始拍摄，7月5日在北京举行关机发布会，12月18日在南京电视台新闻综合频道播出，2011年3月18日东方/北京卫视上星。

## 演员阵容
| 演员   | 角色   | 简介                     | 备注 |
| ------ | ------ | ------------------------ | ---- |
| 廖 凡  | 老 潘  | 中共特务                 |      |
| 张歆艺 | 顾小梦 | 军统特务、老潘第二任妻子 |      |
| 刘威葳 | 李宁玉 | 中共特务、老潘第一任妻子 |      |
| 冯恩鹤 | 顾绍廉 | 军统要员，顾小梦的父亲   |      |
| 宗 平  | 金生火 | 日本特务，原姓佐藤       |      |
| 胡 可  | 林迎春 |                          |      |
| 胡海峰 | 白小年 |                          |      |
| 李乃文 | 石 原  |                          |      |
| 田 雨  | 吴志国 |                          |      |
| 杨念生 | 魏司令 |                          |      |
| 海一天 | 王田香 |                          |      |
| 冉 倩  | 刘之瑜 |                          |      |
| 夏侯镔 | 老 虎  |                          |      |
| 江忠实 | 老 K   |                          |      |
| 陈甘霖 | 简易白 |                          |      |
| 鲁 园  | 顾老太 |                          |      |
| 王 槊  | 林连奎 |                          |      |
| 王若心 | 杨 月  |                          |      |
| 左 翎  | 吴雅茵 |                          |      |
| 李 智  | 沈耀辉 |                          |      |

## 制作人员
- 出 品 人：王中军、万　克、王晓东、杨文红
- 总 监 制：王中磊、赵多佳、孔令泉、苏　晓
- 监　　制：赵　彤、陈　菲、倪祖铭、张　峥、方　军
- 总 策 划：张　强、刘　郡
- 策　　划：曹力宁、杨晓培、张　维、郭跃进、苏　杰、王　昊
- 制 片 人：李　波
- 发 行 人：马长瑜、伊钦华
- 责任编辑：刘　珂、霍　昕、宋莘莘
- 导　　演：董志强
- 编　　剧：汪启楠、汪遵熹
- 摄影指导：彭学军
- 美术设计：王　杰
- 造型设计：陈敏正
- 服装设计：温晓燕
- 动作指导：高　战
- 剪　　辑：祁梓益